# Evilard
Evilard (tyska: Leubringen) är en ort och tvåspråkig kommun i förvaltningsdistriktet Biel i kantonen Bern i Schweiz. Kommunen har 2 684 invånare (2023).
Kommunen består av bergsbyarna Evilard/Leubringen och Macolin/Magglingen.

## Byarna och deras historia

### Evilard/Leubringen
Största delen av kommunens befolkning bor i Evilard/Leubringen. Här finns kommunalhuset, skolan och ålderdomshemmet.
Evilard är känt sedan år 1300 som Lomeringen. Under medeltiden ägdes jorden av kyrkliga institutioner. Byn var ursprungligen franskspråkig och hade år 1770 cirka 130 invånare.

### Macolin/Magglingen
I Macolin/Magglingen bor ungefär en fjärdedel av kommunens invånare. Orten är säte för den statliga idrottsmyndigheten BASPO och den statliga idrottshögskolan. 

Magglingen omnämns år 1304 som Macalingen. De första bosättarna kom från Berner Oberland eller Emmental och talade tyska. År 1770 fanns endast 18 invånare. År 1870 anlades en väg och byn blev turist- och luftkurort. 

## Tvåspråkighet
Kommunens invånare är till 60% tysktalande och till 40% fransktalande. Alla dokument som vänder sig till invånarna skrivs på såväl tyska som franska. Funktionärer och anställda behärskar båda språken väl.

## Kommunikationer
Evilard och Magglingen har var sin bergbana till Biel. 
Det finns vägförbindelse till Biel och Orvin.